# Henri-Louis Jaquet-Droz
Pour les articles homonymes, voir Droz.
Henri-Louis Jaquet-Droz (13 octobre 1752 à La Chaux-de-Fonds – 15 novembre 1791 à Naples, bourgeois de Genève en 1785) est un horloger neuchâtelois de la fin du XVIIIe siècle. 

## Biographie
Henri-Louis Jacquet-Droz est élevé par sa tante et ses grands-parents maternels, puis devient pensionnaire à Nancy de 1767 à 1769 où il étudie mathématiques, la physique, le dessin et la musique auprès de l'abbé de Servan,. Il n'a pas encore 22 ans lorsqu'il apporte à Paris un automate dessinateur et une figure de jeune fille qui touche du clavecin, suit des yeux la musique, et indique la mesure par des mouvements de tête, se lève quand elle a fini de jouer, et salue la compagnie.
Henri-Louis Jacquet-Droz fabrique deux mains artificielles pour Jacques de Vaucanson qui avait des mains déformées depuis la naissance. Ce dernier lui dit en les voyant : « Jeune homme, vous commencez par où je voudrais finir ».

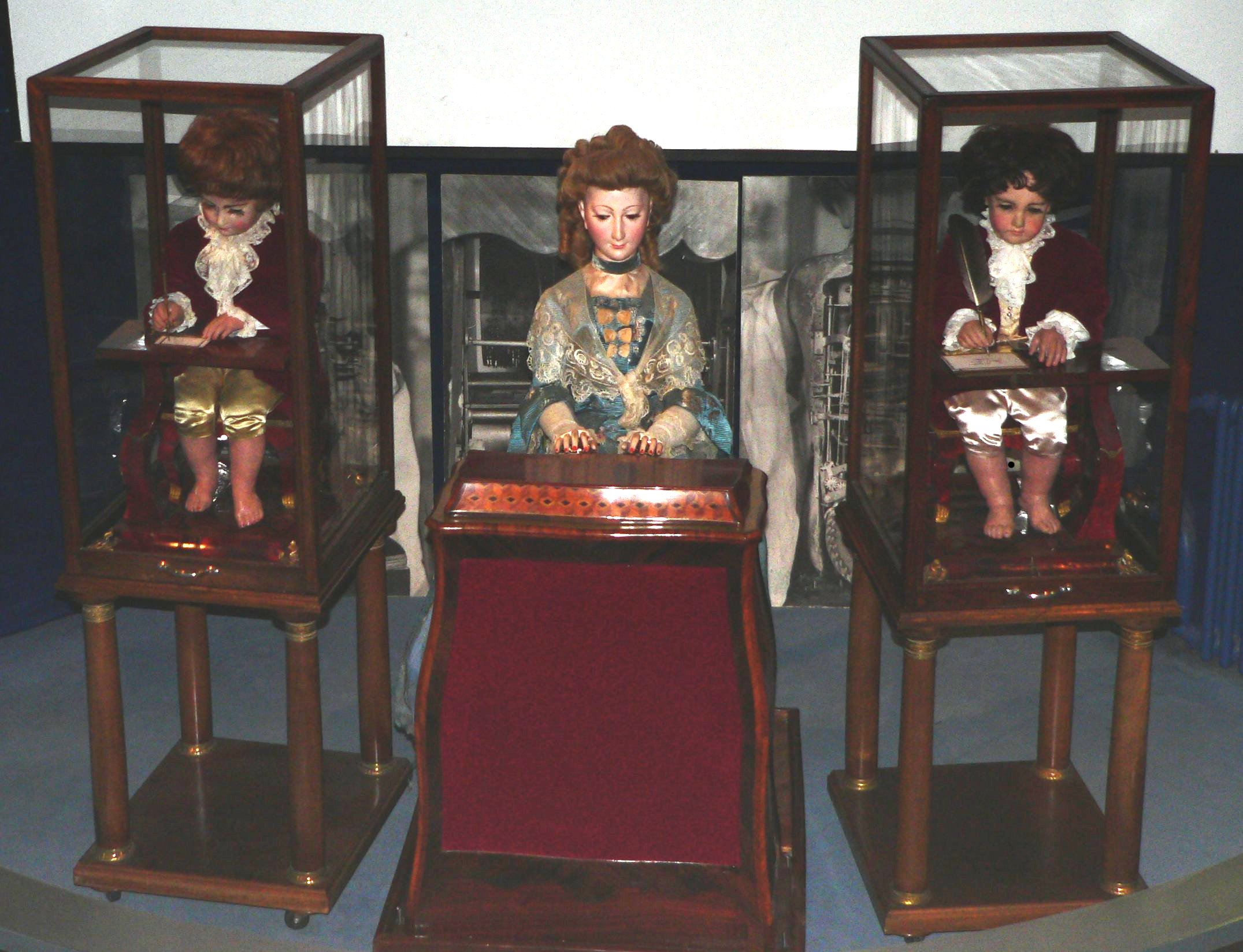
Les automates Jaquet-Droz.

En 1769, il retourne en Suisse pour travailler auprès de son père Pierre Jaquet-Droz et son frère d'adoption Jean-Frédéric Leschot (1746-1824). Jusqu'en 1774, ils construisent plusieurs automates dont l’écrivain (constitué de 6000 pièces), la musicienne (2500 pièces) et le dessinateur (2000 pièces). Il compose également la musique jouée par la musicienne. Il complète Le Dessinateur et La Joueuse de Clavecin en 1774. Ces pièces sont présentées au Roi d'Espagne (où Henri-Louis est accusé de sorcellerie par la cour tant son invention surprend), à Louis XVI à Versailles, ainsi que dans la Cité interdite chinoise. En présentant Le Dessinateur à Marie-Antoinette, Henri-Louis annonce que l'automate va dessiner le portrait de la Reine, mais la machine, mal-programmée, dessine un chien ("mon toutou", un des autres dessins programmés de l'automate. En 1776, il présente ses pièces au Great Room du Covent Garden. Dans un acte de 1786, son père Pierre Jacquet-Droz cède L'Écrivain à Henri-Louis sous prétexte que ce dernier y aurait apporté de nombreuses modifications.
En 1774, son père Pierre Jaquet-Droz lui confie l'ouverture et la gestion de la branche londonienne de la maison d'horlogerie familiale. De 1779 à 1785, il est lieutenant dans les milices neuchâteuloises. En 1784, il confie l'atelier de Londres à Henri Maillardet et quitte la capitale britannique pour s'installer à Genève. Il fait escale par l'Espagne où son bateau coule et ses automates sont détériorés. Il est ensuite incarcéré par l'Inquisition. Deux rumeurs circulent alors à son sujet : selon une version, il vend ses automates qui sont conservés 35 ans au château de Mattignon (Bayonne) avant de réapparaître à Paris en 1825. Selon une autre version, l'armée française les aurait récupérés auprès du gouvernement espagnol en 1812.
À Genève, Henri-Louis lance avec Jean-Frédéric Leschot la première manufacture d'horlogerie de la ville, qui produit de l'horlogerie à grande complication, réalisation pour laquelle ils se voient décerner la Bourgeoisie d'Honneur de la ville en 1785,.

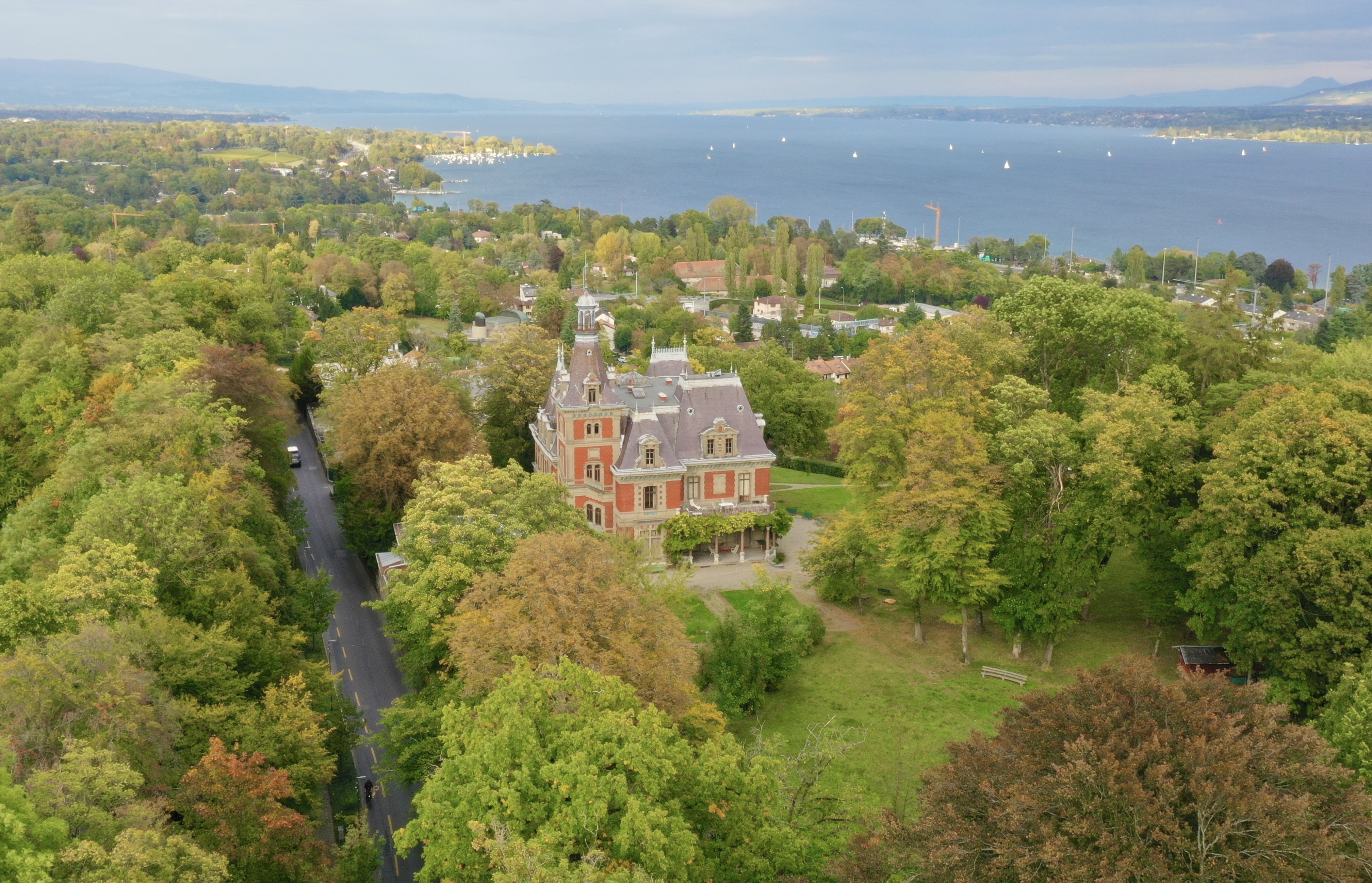
Le château « La Grande Maison », à Pregny, où vécut Henri-Louis Jaquet-Droz de 1788 à 1791.

À partir de 1788, sa santé décline. Il s'installe à Chambésy, puis en Provence, et finalement à Naples. Henri-Louis décède en 1791 à Naples en compagnie de son épouse Louise-Suzanne Jaquet-Droz, née Benelle (1760-1874), alors qu'il n'a que 39 ans, et un an après le décès de son père. Il avait une fille nommée Cécile-Madeleine Jaquet-Droz (1788-1815) qui mourut de la même maladie.

## Autres fonctions
- 1876 : Membre de la Société des Arts[2]